# Био (Лот)
Био (фр. Bio) је насељено место у Француској у региону Миди Пирене, у департману Лот.
По подацима из 2011. године у општини је живело 321 становника, а густина насељености је износила 29,75 становника/km².

## Демографија
| 1962. | 1968. | 1975. | 1982. | 1990. | 2011. |
| ----- | ----- | ----- | ----- | ----- | ----- |
| 277   | 258   | 243   | 224   | 214   | 321   |